# 김정현 (1990년 1월)
김정현(한국 한자: 金正賢, 1990년 1월 3일 ~ )은 대한민국의 축구 선수로, 포지션은 미드필더이다.
울산대학교 축구부에서 2012년 3월, FC 기후에 입단하였다. 입단 직후 3월 11일 도쿠시마 보르티스 경기에서 볼란테로 선발되어 풀 출전했다. 같은 해, 기후에서 탈퇴하였다.

## 소속 팀
유스 경력
- 울산대학교 축구부

프로 경력
- 2012년 3월 - 12월  FC 기후